# Münzesheim (Adelsgeschlecht)

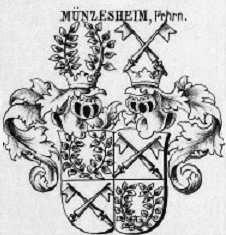
Wappen der Freiherren von Münzesheim

Die Freiherren von Münzesheim waren eine uneheliche Seitenlinie des Hauses Baden. Markgraf Friedrich VI. von Baden-Durlach hatte nach dem Tod seiner Ehefrau, Christine Magdalena Pfalzgräfin bei Rhein zu Kleeburg (1616–1662) eine uneheliche Verbindung mit Johanna Bayer von Sendau (1636–1699), deren gemeinsame Nachkommen 1680 zu Freiherren von Münzesheim ernannt und mit dem Dorf Münzesheim belehnt wurden. Diese Seitenlinie starb 1856 in der männlichen Linie aus.

## Geschichte
Der Ort Münzesheim gehörte vor 1236 den Grafen von Eberstein und kam nach dem Tod des Hugo von Eberstein an Zweibrücken, das ihn 1283 an Markgraf Rudolf von Baden verkaufte.
Bereits 1109 ist ein Wolfram von Münzesheim nachgewiesen. Dieser Ortsadel starb 1326 aus und Baden vergab das Lehen an die Hofwart von Kirchheim.
Als 1675 mit Hans Philipp Hofwart von Kirchheim der letzte seines Stammes starb, kam das Lehen zunächst an Ursula Katharina von Waldhof zu Merchingen. 1680 wurde es aber an die beiden unehelichen Söhne des Markgrafen Friedrich VI. von Baden übertragen, die in den Freiherrenstand erhoben wurden und sich nach dem Ort benannten.
Johanna Bayer von Sendau wurde um 1680 auf der Hochburg bei Emmendingen von ihrem Stiefsohn Markgraf Friedrich Magnus unter Hausarrest gestellt. Sie hatte sich nach dem Tod des Markgrafen Friedrich VI. zunächst weiter in Durlach aufgehalten, wo sie sich aber durch ihr Verhalten und ihre Verschuldung Feinde machte. Ende 1681 wurde sie nach Remchingen gebracht. Während ihre Söhne sich Freiherren von Münzesheim nennen durften, wurde ihr der Titel einer Freiherrin oder Baronesse versagt.
1761 verkaufte Friedrich August von Münzesheim Burg und Dorf Münzesheim an den Markgrafen Karl Friedrich von Baden-Durlach. Die Steuerhoheit verblieb beim Ritterkanton Kraichgau. 1763 wurde das baufällige Wasserschloss in Münzesheim abgebrochen.

## Wappen
Das Wappen der Familie ist geviert, Feld 1 und 4: zwei unten mit ihren Stielen übereinandergelegte, nach innen gebogene, oben sich nicht berührende Lorbeerzweige, Feld 2 und 3: zwei schräggekreuzte Lanzenfähnlein. Die Farben sind nicht belegt.

## Stammliste
- Friedrich VI. Markgraf von Baden-Durlach (16. November 1617 – 31. Januar 1677), standesgemäß vermählt 1642 mit Christine Magdalena Pfalzgräfin bei Rhein zu Kleeburg (1616–1662), danach uneheliche Beziehung mit Johanna Bayer von Sendau (1636–24. Juni 1699). Nachfolgend die Nachfahren aus dieser unehelichen Beziehung, die sich jeweils Freiherr bzw. Freiin von Münzesheim nannten:[8]
  - Friedrich († 19. April 1678)
  - Johann Bernhard (17. Mai 1669 – 17. August 1734), 1. ⚭ Magdalene Sophie von Münchingen (27. April 1676 – 18. August 1703); 2. ⚭ Juliane Sabine von Remchingen (26. Februar 1681 – 14. Juni 1763)
    - Maria Sophia (24. August 1696 – 27. März 1739), aus erster Ehe
    - Friederike Louise (26. August 1698 – 21. Juni 1700), aus erster Ehe
    - Bernhard Friedrich (13. August 1699 – 19. Oktober 1700), aus erster Ehe
    - Karl Wilhelm (14. Juni 1701 – 8. Dezember 1701), aus erster Ehe
    - Magdalene Sophie (18. August 1703 – 25. Juni 1704), aus erster Ehe
    - Friedrich August (22. November 1704 – 16. September 1781), aus zweiter Ehe, ⚭ Christiane Henriette von Filding (–28. September 1775)
      - Karl Wilhelm (15. November 1734 – 6. Oktober 1812)
      - Karl Friedrich Ludwig (21. September 1736–1757)
      - Ludwig August Heinrich (25. September 1737 – 10. August 1794)
      - Wilhelmine Friederike Louise (19. März 1739 – 28. März 3.1739)
      - Karl August (17. April 1740 – 17. April 1740)
      - Friedrich Gottfried Wilhelm Ernst (1. Mai 1741 – 23. Januar 1742)
      - Karl Philipp (24. Juli 1742 – 24. Juli 1814), ⚭ Marianna von Meergraf († 1829)
        - Juliane (12. Juli 1771 – 1. Januar 1846), ⚭ Karl von Beulwitz
        - Friedrich August (23. August 1772 – 26. März 1823), 1806 Kammerherr, Forstmeister in Eppingen, ⚭ Katharina Clementine Wohnlich (1796–1840)
          - Caroline (30. Juli 1813 – 24. März 1881), ⚭ Karl Entress von Fürsteneck
          - Friedrich Alexander (9. Oktober 1814 – 27. November 1856), Jurist, Amtsassessor, 1838 Hofjunker, dann 1842 Kammerjunker, 1841 Hofgerichtsadvokat in Rastatt. Letzter der Familie

    - Charlotte Wilhelmine (10. Oktober 1705 – 21. Januar 1710), aus zweiter Ehe
    - Elisabeth Juliane (1. Oktober 1706 – 29. Mai 1770), aus zweiter Ehe, ⚭ Otto Friedrich von Mitschefall